# Villelongue-dels-Monts
Villelongue-dels-Monts (em catalão:  Vilallonga dels Monts) é uma comuna francesa na região administrativa da Occitânia, no departamento dos Pirenéus Orientais. Estende-se por uma área de 11.55 km², com 1.743 habitantes, segundo o censo de 2018, com uma densidade de 150 hab/km².